# 贝齐·布莱尔

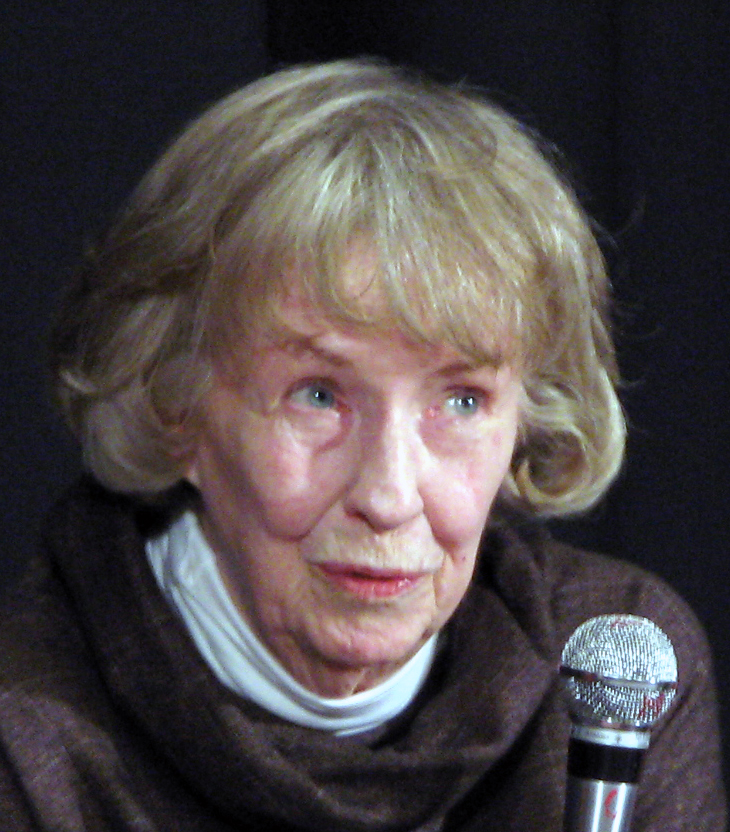
贝齐·布莱尔

贝齐·布莱尔（英語：Betsy Blair，1923年12月11日—2009年3月13日），女，美国演员。曾获得英国电影学院奖最佳女主角。